# Manuel Fettner
Manuel Fettner, avstrijski smučarski skakalec, * 17. junij 1985, Dunaj, Avstrija.
Fettner je član kluba SV Innsbruck Bergisel in avstrijske državne reprezentance. V celinskem pokalu je osvojil 26 zmag, 20 drugih in 17 tretjih mest ter zmago v skupnem seštevku leta 2014. V svetovnem pokalu je debitiral 4. januarja 2001 na tretji tekmi Turneje štirih skakalnic v Innsbrucku, ko je zasedel 44. mesto, dva dni za tem na četrti tekmi Turneje štirih skakalnic v Bischofshofnu je s četrtim mestom prvič osvojil točke svetovnega pokala in se tudi uvrstil v prvo deseterico. 29. decembra 2010 se je na tekmi v Oberstdorf prvič uvrstil na stopničke s tretjim mestom. Najboljšo uvrstitev v karieri je dosegel 18. decembra 2022 z drugim mestom na tekmi v Engelbergu, skupno se je petkrat uvrstil na stopničke. Na zimskih olimpijskih igrah je nastopil v letih 2018 in 2022, ko je osvojil zlato medaljo na ekipni tekmi in srebrno na srednji skakalnici posamično.  Na svetovnih prvenstvih je nastopil v letih 2013, 2017, 2019 in 2023, na ekipnih tekmah je osvojil zlato medaljo leta 2013 in bronasto leta 2017. Na svetovnih prvenstvih v poletih je na ekipnih tekmah osvojil srebrno medaljo leta 2024 in bronasto leta 2016, obakrat na Kulmu.